# 检察方的罪人
《檢方の罪人》（の；）是日本作家雫井脩介所創作的推理小說，該書由文藝春秋出版社在2013年9月11日发行单行本。台灣由春天出版發行正體中文版。中國大陸由四川文艺出版社出版簡體中文版。

## 内容概要
身為研修員之一的沖野啟一郎在研習時期參加最上毅所舉辦的法律研修班，繼而從事檢察官的職務

一次偶然之間，沖野有幸轉調到東京，與自己當初參加研習的恩師最上一起工作。

然而在某次的殺人事件的發生之時，隨著嫌疑犯的名字出現，恰巧與25年前一起河川殺人事件的嫌疑者名字相同，勾起最上當初的回憶與懷疑。而沖野在案件的偵辦過程之中產生最上的對立與質疑，一邊是選擇相信自己所堅持的正義，一邊是仍舊相信自己眼前所看到的事物 
這兩人將會何去何從？

## 登场人物
最上毅：新司法实习生新六十期的老师，检察官。  冲野启一郎：开始实习时的志愿是律师，后来转为检察官。准备去福冈实习，最上毅的学生。
末入麻里：A厅检察官，从刑事部调入公审部。

## 创作背景
以下书目是本小说《检察方的罪人》的参考文献：
《检察的正义》：乡原信郎著，筑摩书房     《特搜神话的终焉》：乡原信郎著，飞鸟新社。    《检察官失职》：市川宽著，每日新闻社
《拘留一百二十日》：大坪弘道著，文艺春秋    《被“权利”操纵的检察官》：三井环著，双叶社    《热血检察快跑》：五岛幸雄著，法学书院

## 评价反响
《检察方的罪人》入选2013年「周刊文春推理小说Best 10」和2014年「这本推理小说了不起」。

## 出版情报
- 单行本：文艺春秋出版社出版；2013年9月11日发行；ISBN 9784163824505[2]
- 文库本：文春文库
  - 上册：2017年2月10日发行；ISBN 9784167907846[5]
  - 下册：2017年2月10日发行；ISBN 9784167907853[6]

## 電影版
《检察方的罪人》由原田真人自編自導，2018年8月24日上映，木村拓哉主演，與二宫和也合作。2018年8月30日香港上映，2018年10月19日台灣上映。

### 演員陣容
- 最上毅 - 木村拓哉/香港配音：羅偉傑/台灣配音：宋克軍
- 沖野啟一郎 - 二宮和也/香港配音：譚禹晋/台灣配音：何志威
- 橘沙穗 - 吉高由里子/香港配音：顧詠雪/台灣配音：曾允凡
- 丹野和樹 - 平岳大（日语：平岳大）
- 弓岡嗣郎 - 大倉孝二（日语：大倉孝二）
- 小田島誠司 - 八嶋智人（日语：八嶋智人）
- 千鳥 - 音尾琢真
- 前川直之 - 大場泰正（日语：大場泰正）
- 青戶公成 - 谷田步（日语：谷田歩）
- 松倉重生 - 酒向芳（日语：酒向芳）
- 高島進 - 矢島健一（日语：矢島健一）
- 櫻子 - 木村綠子
- 運び屋の女 - 蘆名星
- 最上奈奈子 - 山崎紘菜
- 船木賢介 - 三浦誠己（日语：三浦誠己）
- 田名部刑事 - 阿南健治（日语：阿南健治）
- 小池孝昭 - 田中美央（日语：田中美央）
- 小田島之妻 - 赤間麻里子（日语：赤間麻里子）
- 久住由季 - 長田侑子
- 藤尾檢察官 - 黑澤遙（日语：黒澤はるか）
- 丹野尚子 - 東風萬智子
- 諏訪部利成 - 松重豐
- 白川雄馬 - 山崎努

### 獲獎
- 第43回 報知電影獎 助演男優賞（二宮和也）[9]
- 第42屆日本電影學院獎 優秀助演男優賞（二宮和也）